# Agabus striolatus
Espèce
Agabus striolatus est une espèce d'Insectes coléoptères de la famille des Dytiscidés.

## Systématique
Le nom valide complet (avec auteur) de ce taxon est Agabus striolatus (Gyllenhal, 1808).